# Głowienka długodzioba
Głowienka długodzioba (Aythya valisineria) – gatunek dużego ptaka z rodziny kaczkowatych (Anatidae), występujący w Ameryce Północnej. Nie wyróżnia się podgatunków.

## Morfologia
Długość ciała 48–61 cm, rozpiętość skrzydeł 71–91 cm, masa ciała 1270 g. Tułów popielaty, czarny ogon, pokrywy podskrzydłowe i pierś. Głowa wraz z szyją miedzianoczerwone. Tęczówki czerwone. Dziób czarny. Samica oraz młode mają brązową głowę i szyję, rozpoznać je można po jasnym tułowiu i wklęśnięciu na dziobie.

## Zasięg, środowisko
W sezonie lęgowym zamieszkuje tereny od Alaski przez zachodnią Kanadę po północno-wschodnią Kalifornię, Kolorado i Minnesotę w USA. Zimuje na południe od zasięgu letniego – w Kolumbii Brytyjskiej (Kanada), na znacznej części terytorium USA i dalej na południe po południowy Meksyk.
W sezonie lęgowym występuje na małych jeziorach, bagnach z głęboką wodą, zatokach i stawach. Podczas migracji i na zimowiskach występuje zarówno na wybrzeżach, jak i w głębi lądu, a do zajmowanych wtedy przez nią terenów należą: rzeki, estuaria, laguny, stawy, bagna, jeziora, a sporadycznie także zalewane pola uprawne.

## Status
Międzynarodowa Unia Ochrony Przyrody (IUCN) uznaje głowienkę długodziobą za gatunek najmniejszej troski (LC – Least Concern) nieprzerwanie od 1988 roku.